# Fuat Ağralı

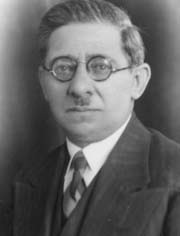
Fuat Ağralı in den 1930er-Jahren

Ali Fuat Ağralı (* 1877 in Agra, Lesbos; † 11. Mai 1957 in Izmir) war ein türkischer Politiker und Finanzminister seines Landes.

## Leben
Fuat Ağralı wurde 1877 in Agra auf der Insel Lesbos als Sohn des Buchhalters Edhem Bey und dessen Ehefrau Fatma Zehra geboren. Die griechische Insel war zu jenem Zeitpunkt Teil des Osmanischen Reiches. Er schloss 1903 ein politikwissenschaftliches Studium an der Ankara Üniversitesi und 1908 ein rechtswissenschaftliches Studium in Istanbul ab und arbeitete bei den Provinzverwaltungen, dann im Post- und Telegraphenministerium und im Marineministerium, dann ab 1921 im Finanzministerium.
Während des türkischen Befreiungskrieges schloss sich Ağralı den Streitkräften des türkischen Widerstandes an. Bei den Vertragsverhandlungen von Lausanne (1922/23) war er Mitglied der türkischen Delegation. Nach der Gründung der Republik Türkei wurde er als Mitglied der Cumhuriyet Halk Partisi (CHP) Abgeordneter der Großen Nationalversammlung der Türkei für die Provinz Istanbul (1923–1933) und für die Provinz Elazığ (1933–50). Von 1923 bis 1927 und von 1931 bis 1933 war er außerdem Präsident des obersten Rechnungshofes der Türkei.
Am 3. Februar 1934 wurde er zum Finanzminister berufen und war bis zum 13. September 1944 im Amt.
Nachdem er das Ministeramt abgegeben hatte, saß er als einfacher Abgeordneter in der Nationalversammlung, bis die CHP 1950 die Parlamentswahlen verlor und er ausschied.

## Auszeichnungen
- İstiklâl Madalyası[2]